# Jesperspexet
Jesperspexet, fram till år 2006 Spexföreningen Jesper, är en spexförening i Lund. Det är en fristående förening som sorterar under Teknologkåren vid Lunds tekniska högskola, erkänd av Akademiska Föreningen. Originaluppsättningarna ges vanligen i AF-borgen i Lund i februari månad, och en återuppsättning av vårens spex sker under hösten.
Jesperspexet medverkade 2007 i spex-SM i Örebro och vann där pris för bästa sånginsats. Ytterligare priser vanns på spex-SM i Örebro år 2017 då priser i både Bästa musikaliska framförande och Bästa koreografi erhölls. På spex-SM i Linköping år 2024 vann Jesperspexet fem priser; bästa manus, omstart, musikaliska framförande, regi och skådespeleri, samt Sveriges bästa spex. Jesperspexet blev därmed det första bidraget att vinna fler än fyra priser i tävlingen. 

## Historik
Föreningen bildades 1966 och satte upp en föreställning kallad Den flygande holländaren. Manus till det finns kvar i Akademiska föreningens arkiv. Jesperspexet har sedan dess haft ambitionen att skriva och framföra ett nytt spex varje år, vilket också har gjorts sedan 1975. Spexets officiella namn var till en början Spexföreningen Jesper, men eftersom det allmänt kallades för Jesperspexet byttes namnet år 2006.

## Jesperspex genom tiderna
Källa:
| - 1966 Den flygande holländaren - 1966 Sherlock - 1967 Den siste atenaren - 1975 Nyköpings gästabud - 1976 Boris - 1977 Alexander Graham Bell - 1978 Tycho Brahe - 1979 Casanova - 1980 Phileas Fogg - 1981 Kung Sol - 1982 Gutenberg - 1983 Baskervilles hund? - 1984 Suffragetterna - 1985 Svindlande affärer - 1986 Newton - 1987 Gutenberg (från 1982, något omarbetat) - 1988 Orientexpressen - 1989 Lucrezia - 1990 Farbror Sven | - 1991 Robin Hood - 1992 Wolfgang Amadeus Mozart - 1993 Charles de Gaulle - 1994 Gandhi - 1995 Dracula - 1996 Sindbad Sjöfararen - 1996 Tycho Brahe (från 1978) - 1997 Jeanne d'Arc - 1998 Moby Dick - 1999 Wyatt Earp - 2000 Armstrong - 2001 H.C. Andersen - 2001 Alexander Graham Bell (från 1977) - 2002 Koh-i-Noor - 2003 Lars Levi Laestadius - 2004 Schack Matt - 2005 Loch Ness - 2006 Konfucius - 2007 Ben-Hur | - 2008 Röde Baronen - 2009 Nebuchadnezzar - 2010 Anne Bonny - 2011 El Dorado - 2011 Einstein - 2012 Vilhelm Erövraren - 2013 U-137 - 2014 Atatürk - 2015 Den Stora Schismen - 2016 Den flygande holländaren - 2017 Manhattanprojektet - 2018 Anastasia - 2019 Ottar - 2020 Tesla - 2022 Hannibal - 2023 Ur - 2024 Marie Curie - 2025 Bröderna Dalton |